# Institut M.-Dominique Chenu
Das Institut M.-Dominique Chenu (IMDC) in Trägerschaft des Dominikanerordens ist ein eigenständiges philosophisch-theologisches Forschungszentrum mit Sitz in Berlin. Es trägt den Namen des französischen Konzilstheologen Marie-Dominique Chenu OP (1895–1990). Gleichzeitig ist es An-Institut (Instituto associato) der Fakultät der Sozialwissenschaften (FASS) der Päpstlichen Universität Heiliger Thomas von Aquin (Pontificia Università San Tommaso d´Aquino, PUST) in Rom, sowie Mitglied der Arbeitsgemeinschaft der Ordenshochschulen (AGP) im deutschen Sprachraum.

## Geschichte
Marie-Dominique Chenu war ein französischer katholischer Theologe. Er gehörte mit Yves Congar, Jean Daniélou und Henri de Lubac zu den Hauptvertretern der Nouvelle Théologie.
Die Vereinigung „ESPACES – Spiritualität, Kulturen und Gesellschaft in Europa“ der Dominikaner gründete 2000 in der Schwedter Straße in Berlin das Institut M.-Dominique Chenu als Forschungszentrum und gibt dort unter anderem in der Reihe Collection Chenu Schriften von und über Chenu heraus.